# Robert Cholmondeley (1er comte de Leinster)
Robert Cholmondeley, 1er comte de Leinster (26 juin 1584 - 8 octobre 1659) est un royaliste anglais et partisan de Charles Ier pendant la guerre civile anglaise.

## Biographie
Robert Cholmondeley est né à Crouch End, Highgate, Middlesex, le 26 juin 1584, le fils de Hugh Cholmondeley de Cholmondeley et Mary Holford (fille de Christopher Holford de Holford). Il est créé baronnet le 29 juin 1611.
Il est haut shérif du Cheshire en 1620 et député du Cheshire en 1625. Il est créé vicomte Cholmondeley de Kells (Irlande) en 1628 et baron Cholmondeley de Wich Malbank (Nantwich dans le Cheshire) le 1er septembre 1645. Le 5 mars 1646, il est créé comte de Leinster en Irlande.
Il meurt le 2 octobre 1659 et est inhumé dans le chœur de l'église de Malpas.
Il est marié à Catherine Stanhope (fille de John Stanhope, Lord of Harrington et sœur de Charles Stanhope Lord Stanhope of Harrington). Il n'a pas de descendant légitime survivant et les domaines de la famille passent à son neveu, Robert Cholmondeley, fils de son frère Hugh. Ses titres s'éteignent à sa mort.